# James Mitchell Chase
James Mitchell Chase (* 19. Dezember 1891 in Glen Richey, Clearfield County, Pennsylvania; † 1. Januar 1945 in Clearfield, Pennsylvania) war ein US-amerikanischer Politiker. Zwischen 1927 und 1933 vertrat er den Bundesstaat Pennsylvania im US-Repräsentantenhaus.

## Werdegang
James Chase besuchte die öffentlichen Schulen seiner Heimat einschließlich der Clearfield High School. Nach einem anschließenden Jurastudium am Dickinson College in Carlisle und seiner 1916 erfolgten Zulassung als Rechtsanwalt begann er ab 1919 in Clearfield in diesem Beruf zu arbeiten. Dazwischen diente er von 1917 bis 1919 während des Ersten Weltkrieges im Fliegerkorps der amerikanischen Expeditionsstreitkräfte. In den Jahren 1924 und 1925 war er regionaler Leiter der Veteranenorganisation American Legion für Pennsylvania. Politisch schloss er sich der Republikanischen Partei an.
Bei den Kongresswahlen des Jahres 1926 wurde Chase im 23. Wahlbezirk von Pennsylvania in das US-Repräsentantenhaus in Washington, D.C. gewählt, wo er am 4. März 1927 die Nachfolge von William Irvin Swoope antrat. Nach zwei Wiederwahlen konnte er bis zum 3. März 1933 drei Legislaturperioden im Kongress absolvieren. Diese waren ab 1929 von den Ereignissen der Weltwirtschaftskrise geprägt.
Im Jahr 1932 wurde James Chase von seiner Partei nicht mehr zur Wiederwahl nominiert. Nach seiner Zeit im US-Repräsentantenhaus praktizierte er wieder als Anwalt. Er starb am 1. Januar 1945 in Clearfield, wo er auch beigesetzt wurde.